# لويس فرناندو ليون
لويس فرناندو ليون (11 أبريل 1993 بمقاطعة لوس ريوس في الإكوادور - ) هو لاعب كرة قدم إكوادوري في مركز الدفاع. شارك مع منتخب الإكوادور تحت 20 سنة لكرة القدم ومنتخب الإكوادور لكرة القدم. أما مع النوادي، فقد لعب مع إنديبندينتي ديل فال.

## وصلات خارجية
- لويس فرناندو ليون على موقع قاعدة بيانات كرة القدم.إي يو (الإنجليزية)
- لويس فرناندو ليون على موقع ناشيونال فوتبول تيمز (الإنجليزية)
- لويس فرناندو ليون على موقع Soccerway.com (الإنجليزية)
- لويس فرناندو ليون على موقع AS.com (الإسبانية)